# Sân bay Kramfors
Sân bay Kramfors là một sân bay nằm giữa 2 thị xã Kramfors và Sollefteå, Thụy Điển (IATA: KRF, ICAO: ESNK).
Số lượng khách thông qua năm 2005 là 29.454 lượt, giảm so với 62.000 lượt năm 2000. Sự giảm sút này là do các chuyến bay giá thấp hơn từ các sân bay gần đó như Sân bay Örnsköldsvik và Sân bay Sundsvall-Härnösand.

## Các hãng hàng không và các tuyến điểm
- Nordic Regional (Gällivare, Stockholm-Arlanda)